# Кагор (креплёное вино)

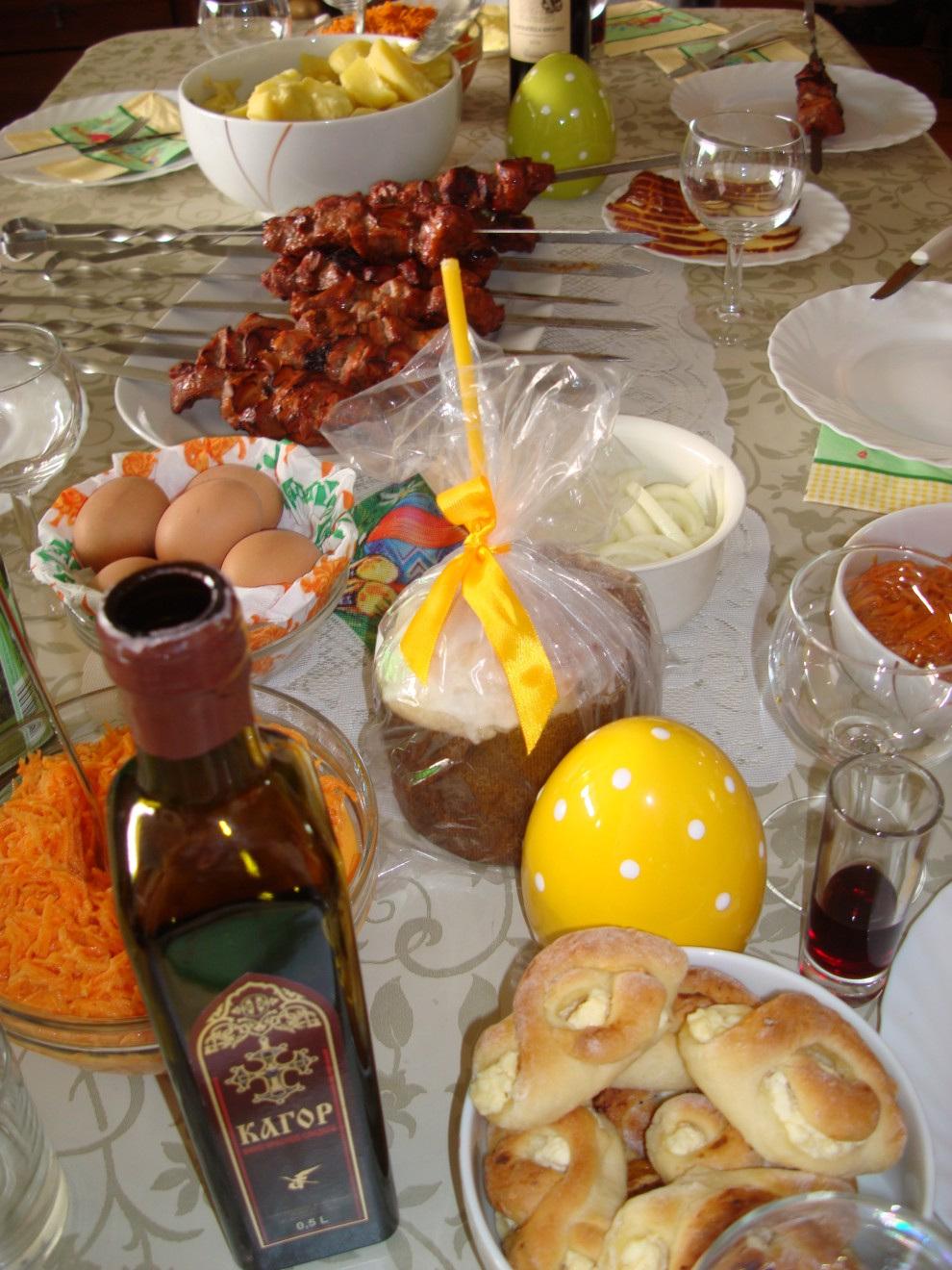
Бутылка кагора на праздничном пасхальном столе

Кагор — распространённое на постсоветском пространстве креплёное десертное красное вино. В большинстве случаев производится методом тепловой обработки: нагревом мезги до 65—80 °C с последующим сбраживанием мезги и спиртованием (креплением) сусла.
Название происходит от французского сухого вина, которое изготавливается в окрестностях города Кагор (Каор). По легенде, Пётр I, восхищаясь кагорским вином из Франции, навязал его русской церкви в качестве вина для таинства причастия. На самом деле кагорское вино сначала проникло в рацион матросов и лишь много лет спустя стало использоваться для совершения таинств.
На территории стран из числа республик бывшего СССР кагор может изготовляться из самых разных сортов винограда: каберне совиньон (ему отдаётся предпочтение в Молдавии), мерло, саперави (причем мальбек, составляющий основу французских кагоров, обычно отсутствует). Для кагора характерно относительно высокое содержание и сахара (обычно 160—193 г/л), и спирта (обычно 12—16,5 %).
На российском рынке конкурируют кагоры крымского производства (в частности, объединения «Массандра» и Инкерманского ЗМВ), виноделов Кубани и Северного Кавказа, а также молдавский, болгарский, греческий и абхазский. В 2015 году было импортировано 840 тыс. литров кагора.

## История
Когда Россия ещё не имела выхода к южным морям и не производила собственного вина, его завозили для отправления культа из Греции и других средиземноморских стран (в частности, из Беникарло в Испании). В случае недоступности вина его заменяли другими алкогольными напитками: вишнёвой наливкой, яблочным квасом и т. д. В отличие от католических стран, использование белого вина для причастия не допускалось.
После того, как при Петре I в Россию стали ввозить кагор, Священный синод признал его и испанский беникарло винами, пригодными для церковных нужд. Это объяснялось их насыщенным непроницаемым красным цветом: даже после разведения водой перед Причастием вино не теряло яркого алого цвета, символизировавшего кровь Христа. Дата этого решения спорна: называется 1733 год, но иногда и конец XIX века.
Греческие вина, которые традиционно использовались во время богослужений русским духовенством, были, как правило, сладкими (того же типа, что мавродафни и нама): вино с высоким содержанием сахара и спирта хранится лучше и дольше, а причащаемые младенцы реже рефлекторно выплёвывают его. Верующие привыкли к их вкусу, отчего в России были востребованы французские «кагоры», «рогомы», «ви(н)санты» с высоким содержанием сахара (тогда как в обычном французском кагоре допускается максимум 2 г/л сахара).
В XIX веке в Российской империи была освоена технология производства собственных сладких вин «с подогревом»: сначала на территории Молдавии, затем в Крыму. В конце XIX века профессор М. А. Ховренко вместе с М. Ф. Щербаковым, С. Ф. Охрименко и др. разработали для князя Льва Сергеевича Голицына особую технологию производства кагора. Так появились сладкие креплёные вина «Церковное», «Пасхальное», «Соборное». Эталоном русского кагора стал крымский «Южнобережный».
В конце XIX века монополия на поставку причастного вина в храмы России позволила Петру Арсеньевичу Смирнову стать одним из богатейших людей страны. Отзыву данной монополии предшествовала длительная подковёрная борьба в финансовом ведомстве. Крупным производителем церковного вина был также светлейший князь Константин Горчаков, владелец винодельни «Архадерессе». Его церковные вина неоднократно получали дипломы и медали на российских и зарубежных выставках.
Большинство кагоров советского времени восходит к кюрдамирскому «варёному вину», изготовленному в 1907 году Долгановым и Дубининым из высокосахаристого винограда. Начиная с 1927 года оно выпускалось под замысловатым названием «Лечебное вино типа Сен-Рафаэль». Во время Великой Отечественной войны производимый в Узбекской ССР кагор «Узбекистон» входил в норму довольствия госпиталей для выздоравливающих бойцов и командиров Красной Армии.

## Технология производства
Бо́льшая часть кагоров вырабатывается с применением термической обработки виноматериалов. Виноград собирают, когда содержание сахаров в нём достигает 220 г/дм³ (22 %), и перерабатывают, отделяя гребни. Полученную мезгу нагревают до 65 °C и оставляют в резервуарах для охлаждения и подбраживания (должно сбродить сахара не менее 30 г/дм³, или 3 %). Затем отделяют бродящее сусло от твердых частей мезги и вводят ректификованный спирт до заданных кондиций.
За пределами России к кагорам относят и некоторые вина, приготовленные без подогрева. Вместо термической обработки мезгу подбраживают, затем спиртуют до заданных кондиций и выдерживают в герметичных резервуарах в течение 2-5 месяцев. Затем заспиртованный материал отделяют от мезги и направляют на соответствующую обработку. Нагревание и спиртование с последующим настаиванием способствуют более полному переходу в сусло красящих веществ, поэтому вино приобретает тёмно-красный цвет.
Качество кагора в России регулируется требованиями ГОСТ 32030-2013 «Вина столовые и виноматериалы столовые. Общие технические условия» и ГОСТ Р 52404-2005 «Вина специальные и виноматериалы специальные. Общие технические условия».  В соответствии с Федеральным законом «О виноградарстве и виноделии в Российской Федерации» (2019) кагор — это вино, «при производстве которого брожению мезги предшествует её тепловая обработка с последующим спиртованием мезги или сусла». Сроки выдержки вина не установлены и могут варьироваться в широких пределах, однако большинство производимых в России кагоров выдерживается не более полугода и, соответственно, относится к категории ординарных вин. 
По настоянию РПЦ комбинат «Массандра» с 2016 года приступил к производству так называемого «сухого кагора».

## Потребление
Наиболее качественные кагоры отличаются нарядной тёмно-рубиновой окраской, полнотой, мягкостью, бархатистостью, тонкими какао-шоколадными тонами во вкусе и букете. Вино должно подаваться при температуре +18°С в бокале тюльпанообразной формы. Кагор универсален к разной гастрономии. Может подаваться под жирное мясо, жареного гуся, баранину или дичь, а также с десертом (например, с шоколадными десертами, мороженым или вареньем).